# Gaetano Montaldo
Gaetano Montaldo (fl. XX secolo) è stato un calciatore italiano, di ruolo centrocampista.

## Carriera
Con l'Andrea Doria disputa 17 partite in massima serie nel 1924-1925 e nel 1925-1926.
Dopo aver militato nello S.C. Maddalena Genova, passa alla Dominante-FBC Liguria dove gioca per quattro stagioni in Divisione Nazionale 1927-1928, Divisione Nazionale 1928-1929, Serie B 1929-1930 e Serie B 1930-1931. Infine, gioca nuovamente con l'Andrea Doria.